# 태국 군사원조사령부
태국 군사원조사령부(Military Assistance Command, Thailand (USMACTHAI))는 베트남 전쟁 당시 미국의 태국에 대한 군사 고문 및 지원, 협력을 위한 군사 원조를 실행하기 위해 전시 한정으로 운영되었던 통합전투사령부였다.

## 역사
1962년, 합동참모는 미국의 태국 군사원조사령부의 설립 명령을 제안하였다. 베트남 군사원조사령부 수장인 폴 하킨스 대장은 USMACTHAI 수장으로 겸임하여 지휘하였다. 하킨스 대장은 USMACTHAI 수장으로서, 제임스 L. 리처드슨 중장이 수장인 합동태스크포스 116(JTF-116), MAAG 태국, 그 외 다른  지금 태국에 주둔하거나 이후에 주둔할 미군을 지휘하였다.
1973년 MAAG 태국은 주방콕 미국 대사관 관할로 넘어갔으며 현재 주태국 미국 합동군사고문단(JUSMAG Thailand)으로서 방콕 주태국 미국 대사관에 있다.

## 부대
- 합동태스크포스  JTF-116
- 태국 군사고문원조단 (MAAG-Thai)
- 주태국 미국 육군 지원대
  - 제9군수사령부
    - 제44공병건설단

## 같이 보기
- 미국-태국 관계

## 참고
1. ↑  “Foreign Relations of the United States, 1961–1963, Volume II, Vietnam, 1962”. Washington D.C.: Office of the Historian, Foreign Service Institute, United States Department of State. 2023년 6월 26일에 확인함.